# Stictochironomus fusiformis
Stictochironomus fusiformis är en tvåvingeart som först beskrevs av Jean-Jacques Kieffer 1921.  Stictochironomus fusiformis ingår i släktet Stictochironomus och familjen fjädermyggor. Inga underarter finns listade i Catalogue of Life.